# 吉姆·羅斯
吉姆·羅斯（英語：Jim Ross，1952年1月3日—），本名詹姆斯·威廉·羅斯（英語：James William Ross），是美國的職業摔角選手、裁判、播報員，以及餐廳老闆。而他也是世界摔角娛樂的前公司主管、人才關係顧問以及播報員。
吉姆·羅斯於2007年入選成為世界摔角娛樂名人堂成員。吉姆·羅斯被粉絲尊稱為醇郁J.R.，也被公認是世界摔角娛樂的聲音。而在職業摔角以外，吉姆·羅斯創立了他的自創品牌，旗下事業包括燒烤醬汁及食譜。

## 冠軍及成就

### 職業摔角畫報
- PWI史丹利·威斯頓獎（2002年）[6]

### 世界摔角娛樂
- 世界摔角娛樂名人堂（2007年）
- 衝擊大賞年度不可置信時刻（2011年）

### 摔角觀察通訊獎（英语：List of Wrestling Observer Newsletter awards）
- 年度最佳播報員（1988年-1993年、1998年-2001年、2006年、2007年、2009年、2012年）[7][8]
- 年度最糟糕戰術（2011年；與世界摔角娛樂的反霸凌宣傳背道而馳）[7]
- 年度最差宿敵（2005年；與麥馬漢家族（英语：McMahon family））[7]
- 摔角觀察通訊名人堂（1999年）